# Arkona

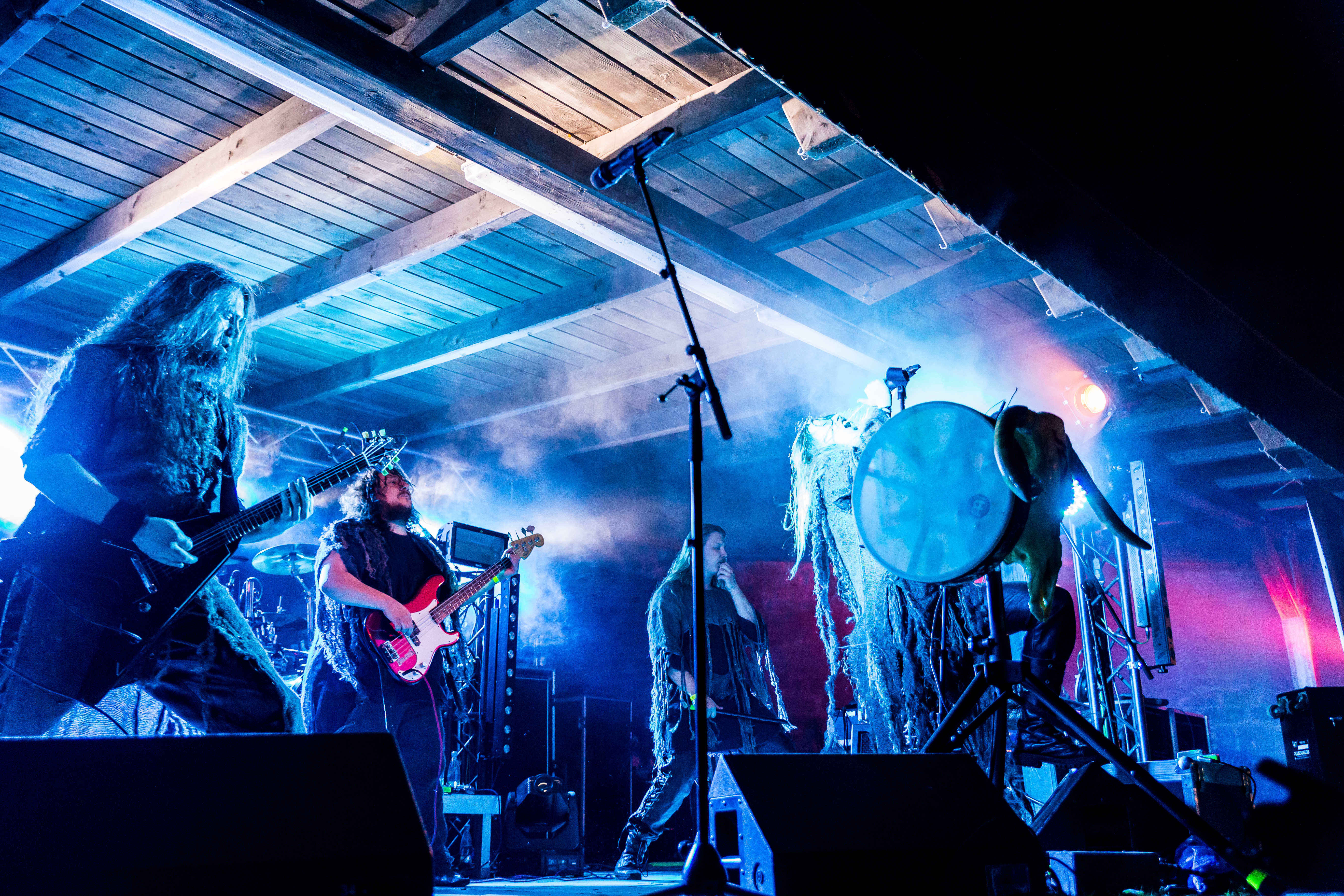
Arkona en un concert de 2018

Arkona (Аркона) és una banda rusa de folk metal amb gran influència del black metal, sorgida l'any 2002 a Moscou. Les seues lletres estan en rus i es basen en la història rusa i en l'antiga mitologia eslava, sent un dels fundadors del també anomenat "slavic metal" o metal de temàtica eslava. Dins d'aquest propòsit, incorporen instruments folclòrics tradicionals rusos tals com la balalaica, a més dels més comuns dintre del folk metal com l'acordió, tin whistle, gaita, etc.
El nom de la banda prové del nom de l'última ciutat eslava pagana fortificada, en el Cap Arkona.

## Formació actual
Dintre de la seua formació, crida l'atenció la presència d'una frontwoman en les seues files (això és, una cantant en lloc d'un cantant), de nom Masha "Scream", amb la peculiaritat afegida que s'encarrega tant de les veus guturals com de les veus no-rasgades. És un cas similar al d'Angela Gossow, de la banda de death metal melòdic Arch Enemy
- Masha Scream (veu)
- Sergej "Lazar" (guitarra)
- Ruslan "Kniaz" (baix)
- Vlad "Artist" (sintetitzador, bateria)
- Vladimir Cherepovsky - Flauta, Gaita

## Videoclips oficials
- Yarilo
- Goi, Rode, Goi
- Stenka na Stenku
- Slavsia, Rus
- Liki Bessmertnykh Bogov
- Pokrovi Nebesnogo Startsa

## Discografia
- Русь / Rus - DEMO - 2003
- Возрождение / Vozrozhdenie - 2004
- Лепта / Lepta - 2004
- Во Славу Великим! / Vo Slavu Velikim! - 2005
- Жизнь во славу / Zhizn Vo Slavu (àlbum en directe i DVD) - 2006
- От сердца к небу / Ot Serdtsa K Nebu - 2007
- Night of Veles DVD - 2009
- Поём вместе / Poem Vmeste (recopilatori) - 2009
- Гой, Роде, Гой! / Goi, Rode, Goi! (2009)
- Стенка на стенку / Stenka Na Stenku (mini-àlbum) - (2011)
- Слово / Slovo (2011)
- Decade of Glory (àlbum en viu i DVD) - 2013